# Dejah Thoris
Dejah Thoris és un personatge de ficció i la princesa de Mart de la ciutat-estat / imperi d'Helium a la sèrie de novel·les de marcians d'Edgar Rice Burroughs. És filla de Mors Kajak, Jed (cap) d'Heli Menor, i néta de Tardos Mors, Jeddak (senyor o gran rei) d'Helium. Ella és l'interès amorós i més tard l'esposa de John Carter, un terrícola transportat místicament a Mart, i posteriorment la mare del seu fill Carthoris i la seva filla Tara. Fa el paper de la donzella convencional en perill que ha de ser rescatada de diversos perills, però també es presenta com una aventurera competent i capaç per dret propi, plenament capaç de defensar-se i sobreviure per ell mateixa als erms de Mart.

## Descripció
Excepte algunes joies, totes les races del planeta semblen evitar la roba i menyspreen els habitants de la Terra perquè porten roba. Com Burroughs descriu Dejah Thoris:
| « | (anglès) And the sight which met my eyes was that of a slender, girlish figure, similar in every detail to the earthly women of my past life... Her face was oval and beautiful in the extreme, her every feature was finely chiseled and exquisite, her eyes large and lustrous and her head surmounted by a mass of coal black, waving hair, caught loosely into a strange yet becoming coiffure. Her skin was of a light reddish copper color, against which the crimson glow of her cheeks and the ruby of her beautifully molded lips shone with a strangely enhancing effect. She was as destitute of clothes as the green Martians who accompanied her; indeed, save for her highly wrought ornaments she was entirely naked, nor could any apparel have enhanced the beauty of her perfect and symmetrical figure. | (català) I la visió que van trobar els meus ulls va ser la d'una figura esvelta i femenina, semblant en tots els detalls a les dones terrenals de la meva vida passada... El seu rostre era ovalat i bell en extrem, tots els seus trets eren finament cisellats i exquisits, els seus ulls grans i brillants i el seu cap coronat per una massa de cabells ondulats i negres com el carbó, atrapats lliurement en estrany però adequat pentinat. La seva pell era d'un color coure vermellós clar, contra el qual la resplendor carmesí de les seves galtes i el robí dels seus llavis bellament modelats brillaven amb un efecte estranyament potenciador. Estava tan desproveïda de roba com els marcians verds que l'acompanyaven; de fet, llevat dels seus ornaments molt treballats, estava completament nua, ni cap roba podria haver realçat la bellesa de la seva figura perfecta i simètrica. | » |

|  |  |  |  |                  |                  | John Carter      | John Carter      | John Carter      | John Carter      | John Carter | John Carter |                     |                     |                     |                     |                     |                     | Dejah Thoris | Dejah Thoris | Dejah Thoris   | Dejah Thoris   | Dejah Thoris   | Dejah Thoris   |                 |                |  |  |                 |                 |                 |                 |                 |                 |  |  |
|  |  |  |  |                  |                  | John Carter      | John Carter      | John Carter      | John Carter      | John Carter | John Carter |                     |                     |                     |                     |                     |                     | Dejah Thoris | Dejah Thoris | Dejah Thoris   | Dejah Thoris   | Dejah Thoris   | Dejah Thoris   |                 |                |  |  |                 |                 |                 |                 |                 |                 |  |  |
|  |  |  |  |                  |                  |                  |                  |                  |                  |             |             |                     |                     |                     |                     |                     |                     |              |              |                |                |                |                |                 |                |  |  |                 |                 |                 |                 |                 |                 |  |  |
|  |  |  |  |                  |                  |                  |                  |                  |                  |             |             |                     |                     |                     |                     |                     |                     |              |              |                |                |                |                |                 |                |  |  |                 |                 |                 |                 |                 |                 |  |  |
|  |  |  |  | Thuvia of Ptarth | Thuvia of Ptarth | Thuvia of Ptarth | Thuvia of Ptarth | Thuvia of Ptarth | Thuvia of Ptarth |             |             | Carthoris of Helium | Carthoris of Helium | Carthoris of Helium | Carthoris of Helium | Carthoris of Helium | Carthoris of Helium |              |              | Tara of Helium | Tara of Helium | Tara of Helium | Tara of Helium | Tara of Helium  | Tara of Helium |  |  | Gahan of Gathol | Gahan of Gathol | Gahan of Gathol | Gahan of Gathol | Gahan of Gathol | Gahan of Gathol |  |  |
|  |  |  |  | Thuvia of Ptarth | Thuvia of Ptarth | Thuvia of Ptarth | Thuvia of Ptarth | Thuvia of Ptarth | Thuvia of Ptarth |             |             | Carthoris of Helium | Carthoris of Helium | Carthoris of Helium | Carthoris of Helium | Carthoris of Helium | Carthoris of Helium |              |              | Tara of Helium | Tara of Helium | Tara of Helium | Tara of Helium | Tara of Helium  | Tara of Helium |  |  | Gahan of Gathol | Gahan of Gathol | Gahan of Gathol | Gahan of Gathol | Gahan of Gathol | Gahan of Gathol |  |  |
|  |  |  |  |                  |                  |                  |                  |                  |                  |             |             |                     |                     |                     |                     |                     |                     |              |              |                |                |                |                |                 |                |  |  |                 |                 |                 |                 |                 |                 |  |  |
|  |  |  |  |                  |                  |                  |                  |                  |                  |             |             |                     |                     |                     |                     |                     |                     |              |              |                |                |                |                | Llana of Gathol |                |  |  |                 |                 |                 |                 |                 |                 |  |  |

|  | Llibre de primera aparició | Llibre de primera aparició | Llibre de primera aparició | Llibre de primera aparició | Llibre de primera aparició | Llibre de primera aparició | Llibre de primera aparició | Llibre de primera aparició |
|  | -------------------------- | -------------------------- | -------------------------- | -------------------------- | -------------------------- | -------------------------- | -------------------------- | -------------------------- |
|  | A Princess of Mars         |                            | The Gods of Mars           |                            | The Chessmen of Mars       |                            | Llana of Gathol            |                            |

## Història de la publicació
Dejah Thoris va aparèixer per primera vegada com el personatge principal a la novel·la inicial de Mart, Una princesa de Mart (A Princess of Mars) (1917). Escrita entre el juliol i el 28 de setembre de 1911, la novel·la es va publicar com Under the Moons of Mars a la revista The All-Story de febrer a juliol de 1912. Més tard va aparèixer com una novel·la completa només després de l'èxit de la sèrie Tarzan de Burroughs. Per a la seva publicació de tapa dura l'octubre de 1917 per AC McClurg & Company, la novel·la es va retitular A Princess of Mars.
Va reaparèixer en volums posteriors de la sèrie, sobretot en el segon, The Gods of Mars (1918), el tercer, The Warlord of Mars (1919), el vuitè, Swords of Mars (1936) i l'onzè, John Carter of Mars (1964). Dejah Thoris també s'esmenta o apareix en un paper menor en altres volums de la sèrie.

## Altres mitjans

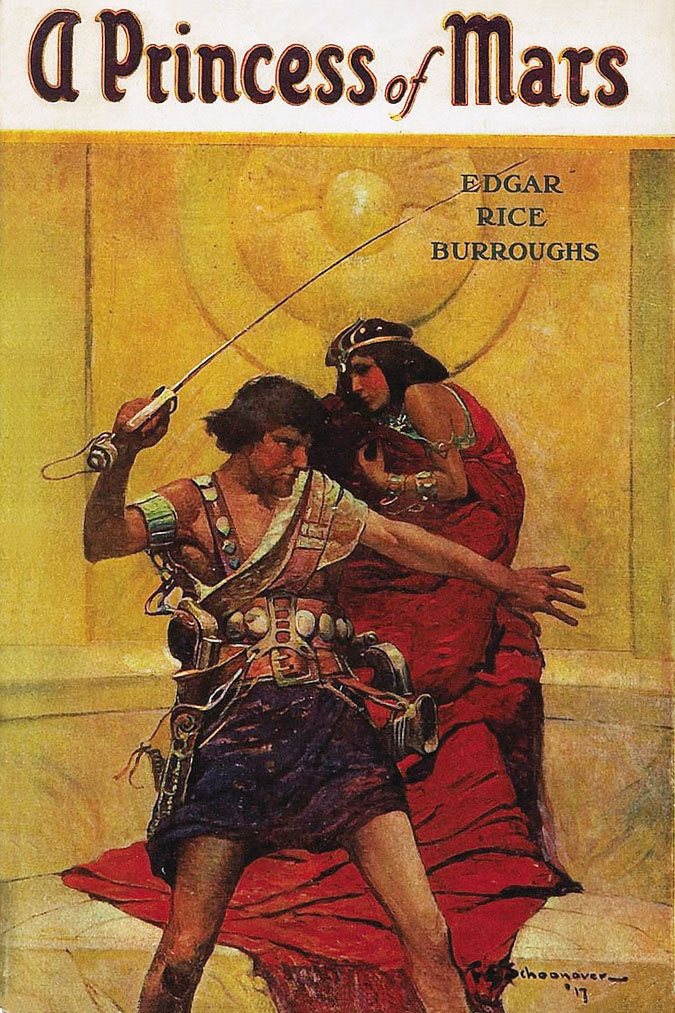
John Carter i Dejah Thoris a la portada d'A Princess of Mars (1917).

### Còmics
Dejah Thoris ha aparegut en nombroses adaptacions de les històries marcianes. La primera adaptació d'A princess of Mars es va publicar a The Funnies a partir del nº 30 (1939). Dejah Thoris apareix per primer cop al nº 33, amb data de portada de juliol de 1939.
Dell Comics va publicar tres números de John Carter of Mars al seu títol antològic Four Color Comics als números 375, 437 i 488 publicats entre 1952 i 1953 i on apareix Dejah Thoris. Aquestes foren reimpreses per Gold Key Comics (amb diferents portades) el 1964.
Thoris ha aparegut en diverses adaptacions gràfiques posteriors de les històries marcianes, especialment el serial John Carter of Mars que es va publicar a Tarzan i Weird Worlds de DC Comics des de 1972 fins a 1973 i John Carter, Warlord of Mars de Marvel Comics, entre 1977 a 1979.
Dejah Thoris apareix en una història de 1995 de la tira còmic dominical de Tarzan i diverses sèries de còmics amb el seu marit John Carter. S'esmenta al primer número de The League of Extraordinary Gentlemen, volum II durant una conversa entre John Carter i Gullivar Jones.
És un personatge destacat de la sèrie limitada Warlord of Mars de Dynamite Entertainment 2010-11, basada en A Princess of Mars. Hi apareix per primera vegada al número 6. Dejah Thoris també és el personatge principal del còmic spin-off de Dynamite Warlord of Mars: Dejah Thoris, que va tenir 37 números. Ambientat 400 anys abans d'A Princess of Mars, el primer arc de la història retrata el paper de Dejah en l'ascens al poder del Regne d'Helium, així com la seva primer pretendent. El segon arc de la història la representarà com la "Pirate Queen of Mars" (La Reina Pirata de Mart), altres arcs de la història són: "The Boora Witch" (La bruixa Boora), "The Pirate Men of Saturn" (Els homes pirata de Saturn), "The Rise of the Machine Men" (L'ascens dels homes màquina), "The Phantoms of Time" (Els fantasmes del temps) i "Duel to the Death" (Duel a mort). Cadascun es va recopilar en paperback. La sèrie sencera s'està recopilant en una sèrie de volums omnibus, el primer recull els primers 20 números. També hi va haver dues minisèries més, Dejah Thoris and the White Apes of Mars de 4 números (2012) i Dejah Thoris and the Green Men of Mars de 12 (2013–14). A la sèrie del 2018 Warriors of Mars, la seva mare rep el nom de la princesa Heru de Lieut. Gullivar Jones: His Vacation. Dan Abnett va escriure una nova sèrie que va començar el 2019 després va donar lloc a una seqüela d'aquesta sèrie anomenada Dejah vs John Carter. Dejah Thoris és el nom d'un vaixell on es veu el professor Xavier a The X-Men nº 98.

### Altres novel·les/relats curts/jocs
Al llibre Morning Star de Pierce Brown, Dejah Thoris és el nom d'un dreadnought, que pertany a un personatge sobrenomenat Mustang.
La doctora Dejah Thoris "Deety" (per a DT) Carter, de soltera Burroughs, és un protagonista de The Number of the Beast i The Pursuit of the Pankera de Robert A. Heinlein. La Dejah Thoris de Burroughs també es refereix a la novel·la de Heinlein Glory Road pel protagonista quan contempla la seva companya, Star.
A la història "Mars: The Home Front " de George Alec Effinger, Dejah Thoris és segrestada pels sarmaks i portada a la seva base d'armes espacials. John Carter reuneix una força barsoomiana per rescatar-la i frustrar el pla dels sarmaks per envair Jasoom.
A la preqüela anterior "Allan and the Sundered Veil" d'Alan Moore, un Carter "perdut en el temps" veu una visió de si mateix lluitant contra un marcià verd i guanyant Dejah Thoris en un "aleph de crono-cristall" (del relat de Jorge Luis Borges "El Aleph").
A The Apocalypse Troll de David Weber, Richard Aston es refereix a la dona d'aspecte molt humà que ha rescatat d'un OVNI que s'enfonsa com a Dejah Thoris.
Al llibre de Junot Diaz La maravillosa vida breve de Oscar Wao, Oscar descriu una noia veïna com "tan maca que podria haver interpretat a la jove Dejah Thoris".
Al joc de taula ANDROID, un dels sis sospitosos d'assassinat, una dona humana de la colònia de Mart, es diu Dejah Thoris.

### Pel·lícules
Traci Lords va interpretar Dejah Thoris a la pel·lícula directa en DVD de The Asylum Princess of Mars.
A la pel·lícula de Disney John Carter, estrenada el 9 de març de 2012, és interpretada per Lynn Collins. En aquesta versió, és la filla de Tardos Mors, més que la seva néta, i també és la científica principal d'Helium.
Dejah Thoris és el nom de la "Bruixa belga de Marwencol" al documental Marwencol, en què es basa la pel·lícula Welcome to Marwen.